# Bijū
Bijū (尾獣 Bestias con colas?) es el nombre con que se alude a diez demonios en el manga y anime de Naruto. Se diferencian por el número de colas que tienen, que van de una a nueve. Las bestias con cola son formas de chakra vivientes, a veces denominadas Monstruos de chakra (チャクラのバケモノ Chakura no Bakemono?), dándoles más poder a un ninja en batalla. El chakra de las bestias se caracterizan por ser de color rojo.
La inmensa fuerza que poseen las bestias es atemperada por su naturaleza bestial, que les impide ser lo suficientemente inteligentes como para usarla de manera efectiva, por lo tanto, cuando las bestias están selladas dentro de los seres humanos, pueden beneficiarse del conocimiento de sus usuarios, dándoles la capacidad de hacer un mejor uso de sus poderes. Sin embargo, se ha demostrado que esto es falso, las bestias con cola son de hecho individuos inteligentes con sus propias personalidades y emociones, y debido a su poder, han sido buscados por innumerables humanos a lo largo de los años, y en general fueron tratados como meros instrumentos para ser utilizados, un sentimiento que detestaban absolutamente. Además, conocen bien su origen y el estado del mundo ninja.
También tienen la capacidad de comunicarse telepáticamente entre ellos y su jinchūriki, y tienen diferentes niveles de conciencia. Está el nivel inicial, en el que el animal puede aparecer en el hábitat de una especie aparentemente atrapado, de alguna manera, por cualquier fūinjutsu que lo selló. El segundo nivel es donde todas las bestias con cola pueden convocar, libres de restricciones y comunicarse entre sí. El jinchūriki también puede ingresar allí, pero para hacerlo, deben estar completamente conectados con su demonio.
Las bestias con cola también pueden transferir libremente su chakra a quien elijan y, como señaló Kurama, es un proceso menos complicado para ellas que para los humanos.

## Historia
Al comienzo de la historia ninja, siglos antes de la fundación de las aldeas, existía una entidad conocida como el Diez Colas, que atacó la tierra hasta que el Sabio de los Seis Caminos derrotó y selló a la bestia dentro de sí mismo, convirtiéndose en el primer jinchūriki. Sin embargo, sabiendo que su muerte liberaría al Diez Colas, el sabio usó el justu Creación de Todas las Cosas, para dividir su chakra en nueve partes y crear a las nueve bestias con cola, antes de usar el Chibaku Tensei (地爆天星?) para sellar su cuerpo en la luna. Tiempo después de ser creado, el sabio le dio a cada una de las jóvenes bestias un nombre y les dijo que siempre estarían juntas, incluso cuando estuvieran separadas. También les dijo que un día volverían a convertirse en una entidad con un nombre diferente, así como las formas que tenían en ese momento, cuando les llegó el momento de entender qué era el verdadero poder. A pesar de la estrecha relación entre ellos, existe una gran cantidad de roces. Una de las causas se debió a la creencia de Kurama de que su fuerza estaba determinada por el número de colas.
En el momento de la formación de las aldeas ninja, Hashirama Senju, el primer Hokage, usó el Elemento Madera para capturar y entregar las diversas bestias a otras aldeas como tratados de paz, con el fin de mantener en equilibrio el poder entre cada pueblo. Sin embargo, después de la muerte de Hashirama, las aldeas tuvieron problemas para contener a las bestias y comenzaron a desenfrenarse, por lo que las aldeas decidieron sellar a las bestias dentro de los humanos. Para asegurarse de que el jinchūriki no se convierta en un traidor, ha sido una práctica común elegir a uno que forme parte de la familia del Kage del pueblo. La fuerza de los jinchūriki se usaría para proteger la aldea. A lo largo de la historia, muy pocas personas han obtenido el control total de una de las bestias. A pesar de esto, algunos han podido usar el poder de las bestias sin convertirse en un verdadero jinchūriki. Los Hermanos de Oro y Plata se convirtieron en los pseudo-jinchūriki de Kurama, ya que ya habían sido devorados por él, pero lograron sobrevivir consumiendo algo de su propia carne normalmente mortal, matizándose con su chakra.
Con el poder del Sharingan, Madara Uchiha pudo controlar al Nueve Colas y usarlo durante su batalla con Hashirama. Durante la pelea, el control de la bestia fue extraído, y Madara pretendió ser derrotado en el Valle del Fin. Sin embargo, más tarde se reveló que, de hecho, había sobrevivido a la pelea y obtenido el ADN de Hashirama, su verdadero propósito detrás de la lucha. Al integrar el ADN de Hashirama en sus heridas, Madara despertó al Rinnegan, justo antes del final de su vida natural. Gracias a eso, pudo invocar a la Estatua Demoníaca del Camino Exterior, la coraza vacía del Diez Colas. Viviendo a través del uso de medios artificiales para expandir su vida, Madara no pudo llevar a cabo su plan para revivir al demonio. Como tal, le pasó este objetivo a Obito Uchiha, que comenzó a compartir la misma ideología después de presenciar la muerte de su compañera Rin.
Con la ayuda de Akatsuki, durante la Cuarta Guerra Mundial Ninja, siete de las nueve bestias con cola fueron selladas en la estatua. Más tarde, todas las bestias fueron selladas en sus respectivos usuarios, reencarnados como los Seis Caminos del Dolor mediante el Edo Tensei. Enfurecido por el lento progreso del plan, Tobi acompañado por la estatua, entró al campo de batalla para obtener la calabaza carmesí y la vasija ámbar que contenían a los Hermanos de Oro y Plata. Aunque no selló a Kurama y Gyuki por completo, solo poseía partes de su poder, Tobi decidió comenzar el plan cuando la estatua sufre una dolorosa regeneración para el Diez Colas. Cuando Madara se dio cuenta de que el plan había comenzado sin que dos de los nueve demonios fuesen extraídos, trató de arreglar esta situación. A pesar del intento de Naruto y Killer Bee de destruir la estatua mientras se encontraba en medio de la transformación, se restauró con éxito en el Diez Colas, aunque de forma incompleta.

## Bestias con cola

### Shukaku
Shukaku (守鶴?), conocido también como Bestia de una cola (一尾の尾獣 Ichibi no Bijū?), o simplemente Una Cola (一 尾 Ichibi?), es la primera bestia con cola con la apariencia de un mapache japonés, que pertenece a la Aldea Oculta de la Arena. En el pasado estaba sellado dentro de dos habitantes de la Arena, y, más tarde por orden del cuarto Kazekage, fue sellado en el cuerpo de Gaara, su hijo, para ser usado como arma. Tras la captura de Gaara por parte de Deidara y Sasori, miembros de Akatsuki, el demonio fue extraído, y estaba en manos de la organización. Gaara pudo sobrevivir a la extracción gracias a Chiyo que le dio su energía vital para revivirlo, mediante el jutsu de transmigración. 

Ocular de Shukaku

En la actualidad Shukaku no posee un jinchūriki, aunque en Boruto: Naruto Next Generations, Boruto, Shinki, Shikadai y compañía tuvieron que trasladarlo a la Aldea de la Hoja para evitar ser capturado por Urashiki Ōtsutsuki.
El demonio tiene la capacidad de controlar el Elemento Viento (mediante el cual puede utilizar una técnica que consiste en lanzar esferas mezcladas con chakra de la boca llamada Bola Bestia con Cola (尾獣玉 Bijūdama?)) y, utiliza el arte de magnetismo para controlar la arena. Además, a diferencia de otros demonios, es capaz de succionar el alma de su portador cuando este último duerme. Precisamente por eso, Gaara sufre de insomnio. Shukaku detesta profundamente a Kurama porque el zorro basa el nivel de su fuerza en función del número de colas, por lo que considera a Shukaku el más débil de todos.
Shukaku es inteligente pero inconsistente, con un comportamiento similar al de un ebrio. También es el más inestable entre los demonios vistos hasta ahora. Su nombre hace referencia a su comportamiento ya que se lee de manera similar que Shukaku (酒客?), que significa «alcohólico». Su voz fue interpretada por Hiroshi Iwasaki.

### Matatabi
Matatabi (又旅 Matatabi?), conocido como Bestia de dos colas (ニ尾の尾獣 Nibi no Bijū?) o simplemente Dos Colas (ニ尾 Nibi?), es la segunda bestia con cola con la apariencia de un nekomata, que pertenece a la Aldea Oculta de la Nube. Anteriormente estaba sellado en Yugito Nii, pero fue capturada por los Akatsuki y sellada en la estatua demoníaca, lo que a su vez causó la muerte de su portadora Yugito Nii. Aunque luego es liberada después de la división del Diez Colas. Sin embargo, Madara lo sella junto con los otros demonios nuevamente, pero regresa a la libertad al igual que los otros demonios después de la derrota de Kaguya por Naruto y Sasuke.
El demonio puede controlar el Elemento Fuego, creando bolas de fuego muy poderosas, y también puede usar la Bola Bestia con Cola. Hidan revela que el demonio también se llama Gato monstruo (化け猫 Bakeneko?).
«Matatabi» es el nombre de Actinidia polygama, un tipo de hierba gatera que se encuentra en Japón. Su voz es interpretada por Ryōko Shiraishi.

### Isobu
Isobu (磯撫 Isobu?), conocido como Bestia de tres colas (三尾の尾獣 Sanbi no Bijū?) o simplemente Tres Colas ((三尾 Sanbi?), es la tercera bestia con cola con la apariencia de una tortuga, que pertenece a la Aldea Oculta de la Nube. En el pasado estaba sellado en el cuerpo de Yagura, el cuarto Mizukage de la Niebla. Posteriormente, Isobu fue sellado a la fuerza en Rin Nohara por un ninja de la aldea anteriormente mencionada con el objetivo de destruir la Aldea de la Hoja, pero Rin fue asesinada por Kakashi para prevenir el desastre. En el anime, un niño llamado Yūkimaru puede controlarlo a través de algunas drogas que proporcionaba Kabuto.
A diferencia de los demás demonios, él no poseía a su jinchūriki en el momento de su captura y, por ello, es muy similar a un animal salvaje en cuanto a comportamiento. Según Deidara, en ausencia de un usuario, la bestia es más débil ya que no puede usar sus poderes al máximo. Es capturado por Akatsuki y sellado dentro de la estatua demoníaca, junto con el Cuatro Colas. En el anime Orochimaru con Kabuto y Guren, una ninja de la Aldea Oculta del Sonido, tratan de capturarlo sin éxito. Finalmente es capturado por Deidara y Obito como sucede en el manga.
Isobu, a pesar de su enorme tamaño, tiene una gran velocidad. En el anime, es capaz de controlar el Elemento Agua, utilizar una niebla capaz de crear ilusiones, crear balas de cañón gigantes de agua de su boca, olas gigantes a través de su rugido y finalmente la Bola Bestia con Cola. También en el anime, el demonio tiene la habilidad de dividirse en miniclones. Su nombre es una lectura alternativa del kanji de Isonade, el nombre de un monstruo marino de la mitología japonesa. Su voz es interpretada por Shigenori Sōya.

### Son Gokū
Son Gokū (孫悟空 Son Gokū?), conocido también como Bestia de cuatro colas (四尾の尾獣 Yonbi no Bijū?) o simplemente Cuatro Colas (四尾 Yonbi?), es la cuarta bestia con cola con el aspecto de un gorila, que pertenece a la Aldea Oculta de la Roca. Antes de ser capturado por los Akatsuki, estaba sellado en el cuerpo de Roshi, un anciano viajero de la Roca para luego ser sellado en la estatua demoníaca con el Tres Colas.
El demonio tiene la capacidad de controlar el Elemento Lava, que es la combinación de los tipos de chakra de Fuego y Tierra, y también puede usar la Bola Bestia con Cola.
La bestia es llamada Son Gokū Seiten Taisei (孫悟空斉天大聖 Son Gokū Seiten Taisei?) y Rey Sabio de los Monos (仙猿の王 Sen'en no Ō?), dos de los títulos de Sun Wukong, protagonista de la novela clásica Viaje al Oeste. El diseño de este demonio también está inspirado en el protagonista de Dragon Ball, Son Gokū, que, a su vez, estaba inspirado en el enorme gorila de la misma novela, y su número de colas recuerda a la esfera que custodiaba el joven Gokū. Su voz es interpretada por Hiroki Yasumoto.

### Kokuō
Kokuō (コク王 Kokuō?), conocido también como Bestia de cinco colas (五尾の尾獣 Gobi no Bijū?) o simplemente Cinco Colas (五尾 Gobi?), es la quinta bestia con cola, con la apariencia de un híbrido de delfín y un caballo blanco, que pertenece a la Aldea Oculta de la Roca. Antes de ser capturado por los Akatsuki y ser sellado en la estatua demoníaca, estaba sellado en el cuerpo de Han, un ninja de la Roca.
Kokuō es capaz de utilizar el Elemento Ebullición al igual que la Bola Bestia con Cola. Su voz es interpretada por Mie Sonozaki.

### Saiken
Saiken (犀犬 Saiken?) conocido como Bestia de seis colas (六尾の尾獣 Rokubi no Bijū?) o simplemente Seis Colas (六尾 Rokubi?), es la sexta bestia con cola con la apariencia de una babosa, que pertenece a la Aldea Oculta de la Niebla. Antes de ser capturado y sellado en la estatua demoníaca por los Akatsuki, estaba sellado en el cuerpo de Utakata, un ninja de la Niebla.
En el anime, el demonio parece tener la capacidad de absorber los ninjutsu, mientras que en el manga es capaz de secretar una solución alcalina poderosa y altamente corrosiva. Al igual que los otros demonios, puede utilizar la Bola Bestia con Cola. El nombre del demonio deriva de una criatura mitológica china. Su voz es interpretada por Miyu Irino.

### Chōmei
Chōmei (重明?), conocido también como Bestia de siete colas (七尾の尾獣 Nanabi no Bijū?) o simplemente Siete Colas (七尾 Nanabi, Shichibi?), es la séptima bestia con cola con la apariencia de un insecto —en la época del Sabio de los Seis Caminos se parecía a una larva—, que pertenece a la Aldea Oculta de la Cascada. Antes de ser capturado por los Akatsuki, estaba sellado en el cuerpo de Fū, una ninja de la Cascada.
Posee una armadura de hueso que cubre su cuerpo y también produce polvo fino con el que puede cegar a los oponentes. Entre los nueve demonios, Chōmei es el único que puede volar. El nombre de Chōmei probablemente se deriva del pájaro mitológico chino Chongming. Su voz es interpretada por Ken'ichi Suzumura.

### Gyūki
Gyūki (牛鬼 Gyūki?), conocido también como Bestia de ocho colas (八尾の尾獣 Hachibi no Bijū?) o simplemente Ocho Colas 八尾 (Hachibi?), es la octava bestia con cola con la apariencia de un híbrido entre un pulpo y un buey, que pertenece a la Aldea Oculta de la Nube. Fue capturado por el tercer Raikage dentro de la vasija ámbar, uno de los objetos del Sabio de los Seis Caminos. Ha tenido varios jinchūriki en el pasado, el último de los cuales es Killer Bee, el usuario actual del demonio.
Durante el objetivo de Akatsuki de capturar al demonio, Gyūki ayuda a Bee a escapar de Sasuke y Kisame. Antes de que comience la Cuarta Guerra Ninja, Gyūki y Bee son enviados a la Isla Tortuga, donde se encuentran a Naruto. Cuando el joven decide ir a la guerra, Bee lo acompaña. En el enfrentamiento con Obito y Madara, Gyūki y Bee son testigos de la transformación completa de Naruto en Kurama. Más tarde, el demonio es capturado por Madara y sellado junto con las otras bestias, pero regresa a la libertad después de la derrota de Kaguya por Naruto y Sasuke para luego reunirse con Bee nuevamente.
A diferencia de los otros demonios, comparte una relación mucho más amigable y abierta con su jinchūriki y afirma que conocer a Killer Bee ha causado que sus instintos malignos desaparezcan. Los dos congenian bien en combate, tanto que Gyūki le transfiere a Bee su propio chakra, quien es capaz de transformarse parcial y totalmente en el demonio.
El demonio tiene la capacidad de producir tinta, a través de la cual Bee usa un ninjutsu, para crear un enorme vórtice capaz de borrar todo lo que lo rodea, —siendo usado contra Tobi— y la Bola Bestia con Cola. A pesar de su enorme tamaño, tiene una gran velocidad. Gyūki está inspirado en una criatura de la mitología japonesa que lleva su mismo nombre y del que Mishimoto no ha hecho más que resumir algunas características. En Japón, esta figura también se llama Ushi-oni —buey demonio— y se representa tradicionalmente como un enorme buey con cuatro cuernos, uno de los cuales está roto, una espiga en el mentón también rota y ocho colas similares a los tentáculos de un pulpo, mientras que su cuerpo es de una araña y su cabeza de buey. Su voz es interpretada por Masaki Aizawa.

### Jūbi

Ocular del Jūbi

La Bestia de diez colas (十尾の尾獣 Jūbi no Bijū?) o simplemente Diez Colas (十尾 Jūbi?), es la décima y última bestia con cola ancestral, la unificación de todas las bestias. Originalmente era un árbol divino que contenía todo el chakra del mundo, que los humanos veneraban mediante ritos sagrados. Cada mil años este árbol producía una fruta que ningún ser humano podía tocar. Un día, una mujer, Kaguya Ōtsutsuki, comió la fruta, convirtiéndose en el primer ser vivo en poseer el chakra. Más tarde la mujer, ahora deseosa de poder, quiso recuperar el chakra heredado de sus dos hijos y por eso se fusionó con el árbol sagrado dando vida al demonio, para luego atacarlos. El hijo de Kaguya, Hagoromo Ōtsutsuki, más conocido como el Sabio de los Seis Caminos, ayudado por su hermano Hamura Ōtsutsuki, logró derrotarla y sellarla en su cuerpo, convirtiéndose en el primer jinchūriki. Poco antes de morir, el Sabio decidió dividir el chakra del demonio en nueve partes y, a través de un jutsu llamado Creación de Todas las Cosas, dio a luz a nueve demonios en los que infundió todo el chakra de su madre. Finalmente, selló el cuerpo desalmado del Diez Colas con el Chibaku Tensei, atrapándolo en una enorme masa de rocas, que más tarde se conocería como la Luna.
Su cuerpo fue devuelto a la Tierra por Madara y pasó a llamarse Estatua Demoníaca del Camino Exterior, y se usó como contenedor para los demonios extraídos. Durante la Cuarta Guerra Ninja, Obito y Madara lo despiertan y, después de causar numerosas muertes, fue absorbido primero por Obito, quien se converierte en su nuevo jinchūriki y lo transforma de nuevo en el árbol divino, y luego por Madara, quien también absorbe el árbol. Más tarde, Madara es traicionado por el Zetsu negro, quien lo utiliza con el propósito de revivir a Kaguya. Tras la derrota de este último a manos de Naruto y Sasuke, las bestias vuelven a la libertad mientras la estatua demoníaca es encerrada en un nuevo Chibaku Tensei, acabando así definitivamente con la amenaza del Diez Colas.
Siendo la bestia la fusión de todos los demonios o más precisamente su progenitor, conserva en su ser la esencia misma de todo el planeta. Kurama señala que es imposible percibir la negatividad del monstruo, ya que no está dotado de emociones o ideales, como la energía presente en el aire y en la tierra; sin embargo, Naruto, al entrar en el modo sabio, se da cuenta de que el poder del Diez Colas es inconmensurable. A diferencia de los otros demonios, el Diez Colas no es un ser sensible ya que toda su existencia está ligada al hecho de querer destruir todo y a todos para vengarse del chakra que le robaron los humanos. Por lo tanto es el la única criatura que necesita un jinchūriki para poder desatar su inmenso e ilimitado potencial. En conclusión, sellar al Jūbi en un cuerpo humano significa que éste evolucionará más allá de lo humano y se convertirá en un dios.